# 泰康圍

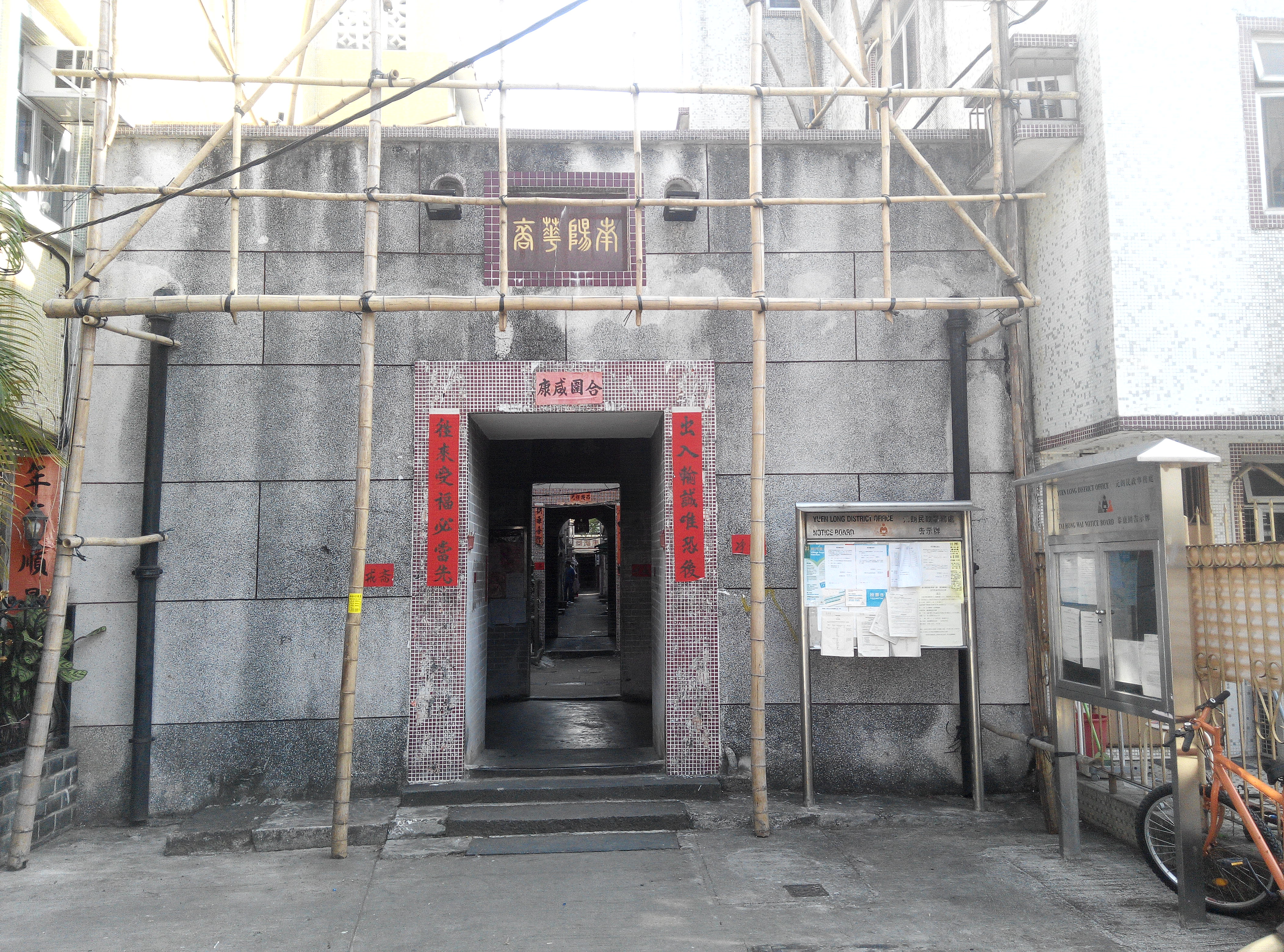
泰康圍圍門

泰康圍是香港新界原居民鄧氏興建的一個圍頭圍村，位於元朗錦田錦田公路側錦田街市後方，與吉慶圍、永隆圍、南圍、北圍和新圍合稱「錦田六圍」。

## 歷史
泰康圍跟吉慶圍同於明憲宗成化年間由鄧璁及其他四人所建。

### 前清進士

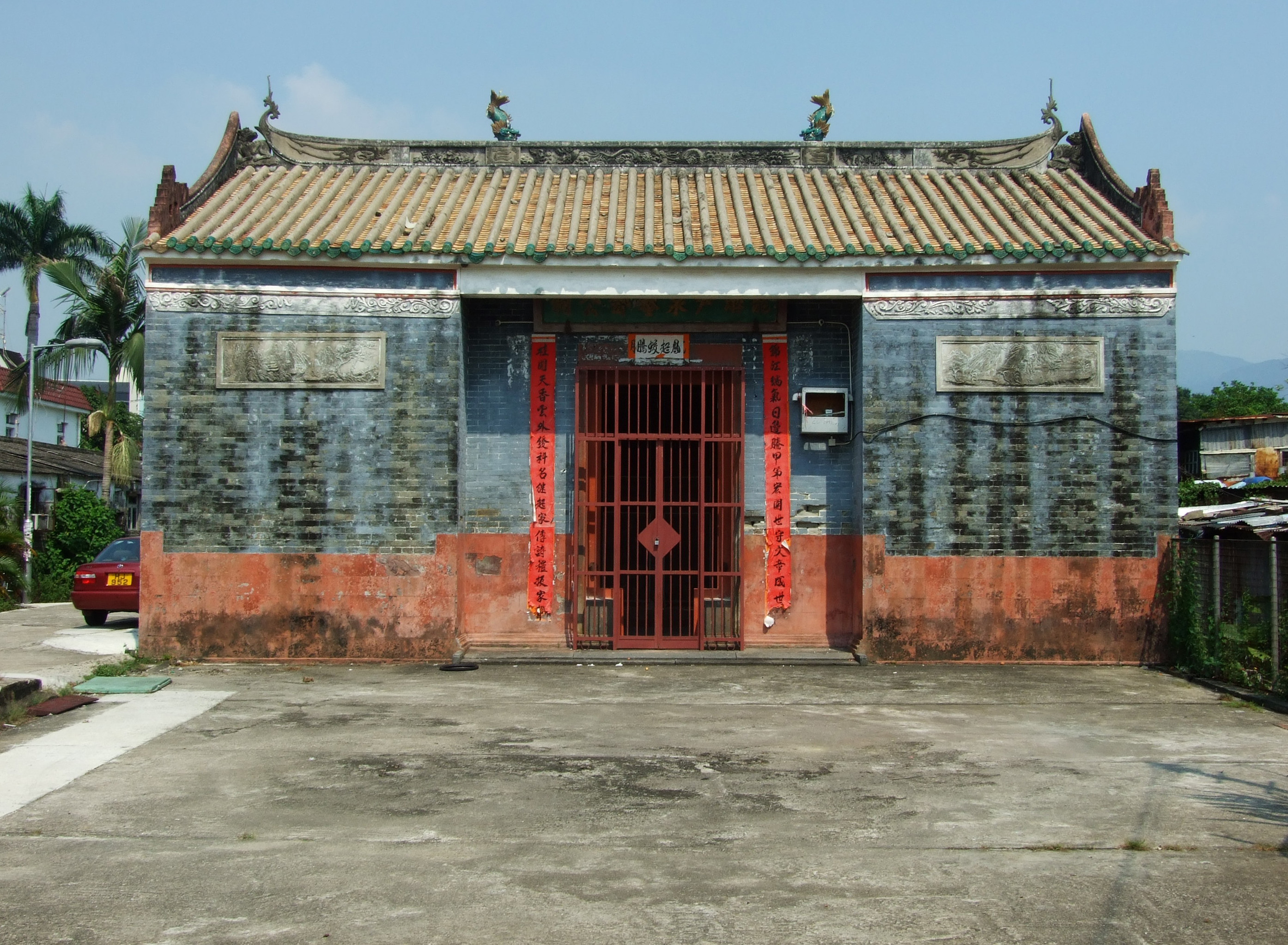
龍遊尹泉菴鄧公祠

泰康圍以出了清代香港境內第一位進士鄧文蔚而廣為人識。鄧文蔚為錦田鄧氏十七世祖，號泉菴，據嘉慶《新安縣志》《人物誌》載他年少好學。鄧文蔚是順治十四年丁酉舉人、康熙廿四年乙丑科陸肯堂榜第三甲進士，授浙江衢州府龍游縣知縣。他於康熙八年｢復界｣後設立圓塱墟。其後他倡議在水尾村興建「鎮銳鋗鄧公祠」。其直系子孫於乾隆戊子年在泰康圍外興建「龍遊尹泉菴鄧公祠」，號「光裕堂」，祠堂週圍後來聚居成村，是為祠堂村。

### 五房爭產
「鄧光裕堂」現存共有五房人，於2007年最多人的第五房有逾150人，而男丁最少的第三房只得5人。自1960年代起，祖堂因政府收地而獲取巨額收益，各房之間為分配財產問題起紛爭。1981年第三房的司理，先後發生自用車輛被淋油破壞、居住房子被人用爆竹轟炸及被數十人圍毆恐嚇等事件，更需要報警處理；1982年第三房司理被迫出席司理會議時，於逾百名第五房成員包圍壓迫下簽訂「按人數分配財產」的協議。
2002年第三房成員因不滿其餘四房之司理擅自動用20萬元租地收入，以「派饑」名義分派予各房成員，於同年入稟高等法院要求歸還已分派的地租。但被告一方反申索，指三房違反1982年時簽訂的分產協議，並要求即時攤分祖堂的7,300多萬元收地賠償。
2005年於高院開審爭產案，直到2007年初才告審結，原告一方的第三房獲得勝訴。法官首先裁定，依照《新界條例》規定，祖堂財產須分開收租和收地賠償兩部分分配，收租受傳統習俗約束，而收地賠償則由香港法律管轄。「派饑」因此應按照習俗得到全體司理同意方可實行；但在本案因原告一方一直反對，故裁定是次「派饑」屬不當，各房人要交回金錢予祖堂。至於7,000多萬元收地賠償，法官按照《普通法》原則判決，由於原告有成員是在簽訂協議後才出生，故原告的司理無權代表新成員簽約，協議已屬無效。

## 建築

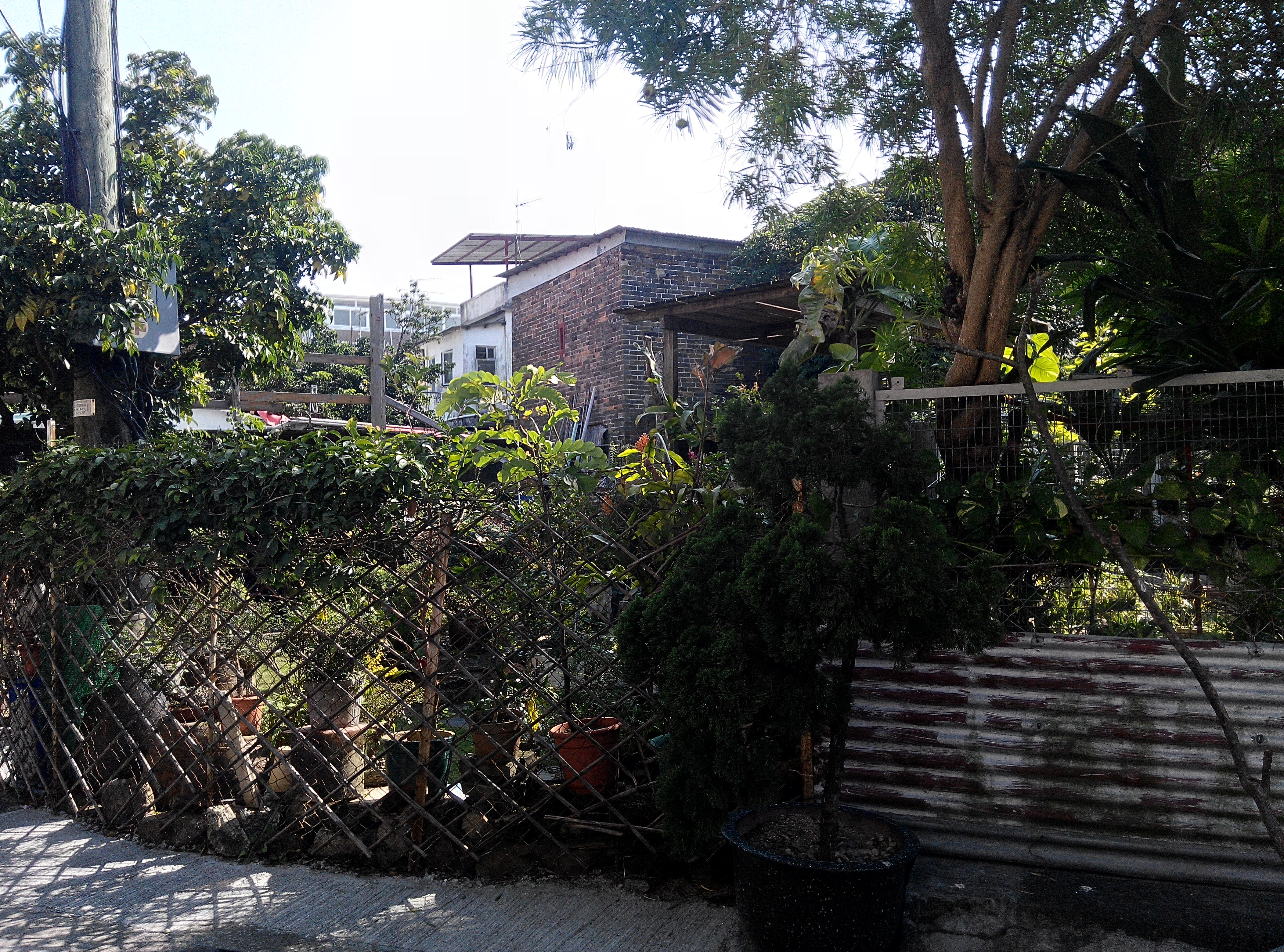
泰康圍西北角炮樓

泰康圍最初立村時只是一條鄉村，四週沒有圍牆。直至清朝康熙初年由於盜賊為患，鄧文蔚與鄧皆悅才倡議加建圍牆及挖深溝，並於唯一入口處裝置連環鐵門，以防禦寇亂。

### 鐵門事件
1899年，大英帝國透過《展拓香港界址專條》從清朝租借新界；同年3月28日，以屏出為基地的「達德約」發動「抗英揭貼」。英軍於4月17日佔領大埔，並繼續向錦田、元朗一帶推進。當英軍到達錦田時，遇到錦田鄉民憑著吉慶圍高大的圍牆和護城河，以鋤頭和木棍負隅抵抗。英軍久攻不下，惟有以炸藥擊破吉慶圍的圍斗，攻入圍內，正式佔據吉慶圍。英軍還把吉慶圍和鄰近泰康圍的連環鐵門奪走，作為戰利品，運回倫敦展覽。
錦田鄧族居民對失去祖傳鐵門耿耿於懷，屢屢要求索還不果。及至1924年，族人鄧伯裘與鄧煒堂再重提舊事，要求交還鐵門，正值當時正醞釀爆發省港大罷工，時任港督司徒拔答應要求，輾轉在蘇格蘭（一說是愛爾蘭）尋獲鐵門，運回香港，據說英人刻意掉亂鐵門歸還，一對鐵門中鐵環較粗的是屬於泰康圍，另一半鐵環較幼則屬於吉慶圍。1925年5月26日，司徒拔親臨主禮，舉行交還鐵門儀式，重新安裝在吉慶圍圍門上，並立碑《吉慶圍碑銘》以誌其事。
泰康圍此後再没有加置鐵門，而圍牆亦沒有保存下來，現時只剩下象徵式的圍門和一幢西北角炮樓，圍門於1986年曾進行重修，大門上方置有一塊用小篆書寫「南陽華裔」的石匾。

## 習俗

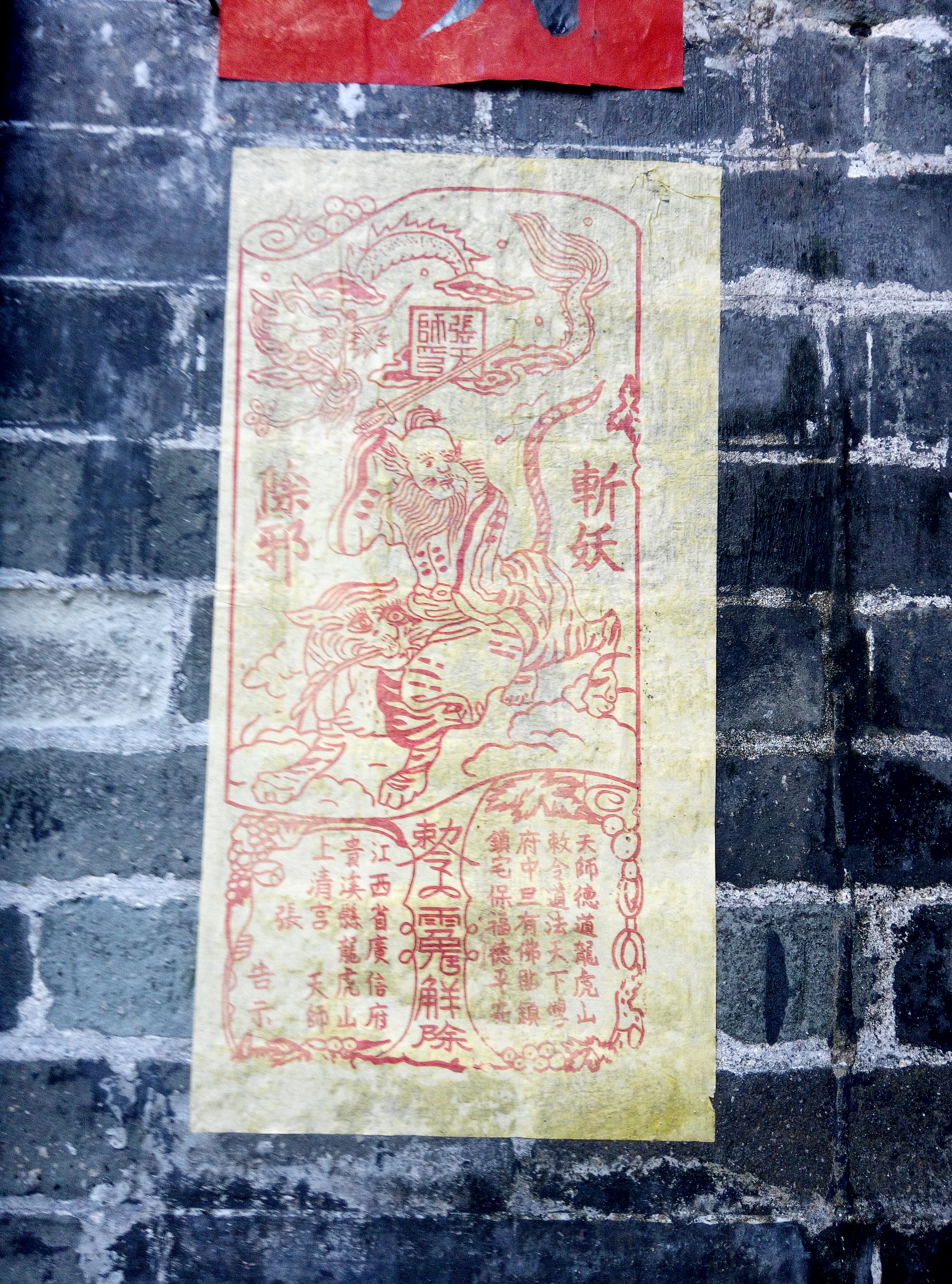
貼於泰康圍民居外的｢平安符｣

隨按鄧族的春、秋二祭和元宵點燈等習俗外，泰康圍還舉行七年一屆的「酬神化衣」，最近一屆在2014年舉行。雖然稱為化衣，但其實是一個迷你醮會，儀式略為簡單，仍然保留一般醮會的主要部份。
「酬神化衣」首先於年初在圍內神廳｢慶福堂｣進行問杯｢打緣首｣，選出10名緣首。到了年尾，便在圍門外進行為期兩天的科儀儀式。醮會開始前，先在圍門前進行「祭英雄」，然後前往圍外的水井進行「取水」儀式。而醮會唯一的旛桿豎立在圍前的車路口。再從圍內神廳迎請眾神和社稷等地方神祇到醮場，下午首先貼榜，然後開始｢啟壇」儀式，至晚上進行｢祭小幽」後結束首日儀式。第二日進行｢早課｣和｢行朝｣後，進行｢啟榜｣儀式。村民於晚飯過後合力抬大士王圍繞泰康圍走一圈，然後進行祭幽科儀，於｢祭大幽｣後再火化大士王。翌日還有「酬神」和「送神」。泰康圍沒有逐家逐戶地進行｢行符｣，只是給每戶派發「平安符」，讓大家拿回家於醮會結束後自行貼上。

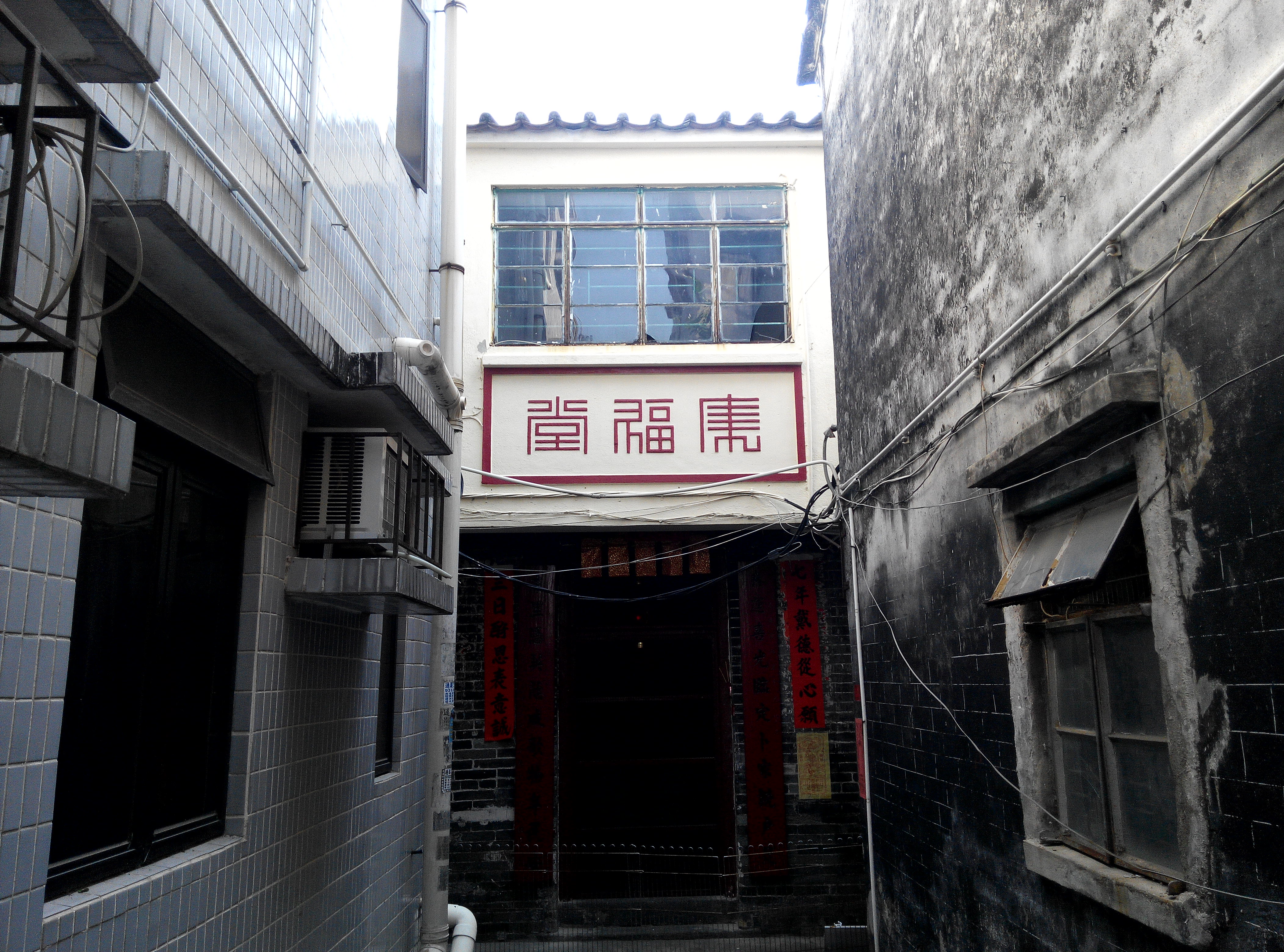
慶福堂
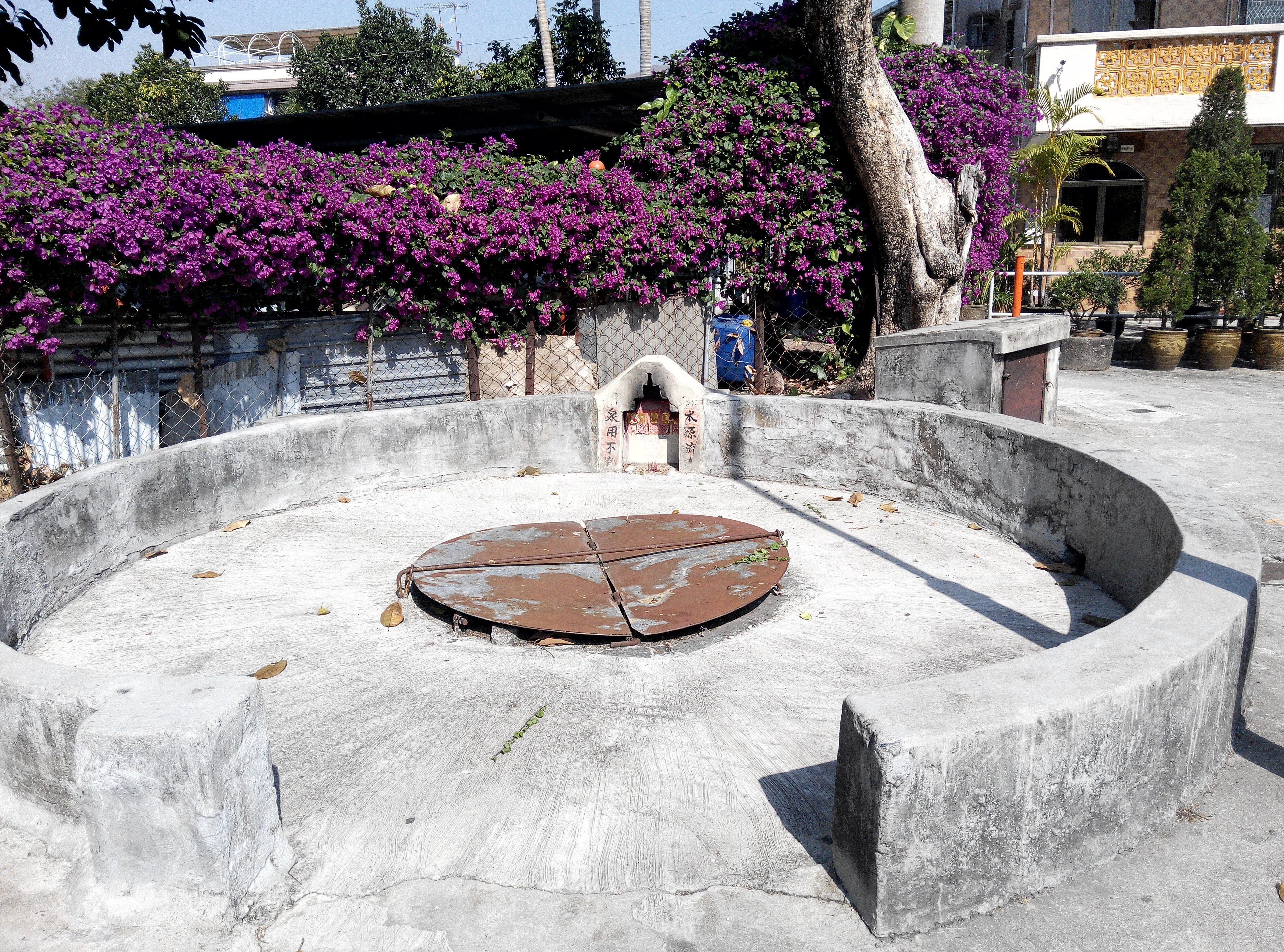
「取水」的水井

## 外部連結
- 跑遊元朗錦田 (5) – 永隆泰康吉慶 （页面存档备份，存于）
- 錦田泰康圍/陳天權 （页面存档备份，存于）
- 泰康圍鄧族爭產重分8000萬 （页面存档备份，存于）
- 泰康圍酬神化衣 （页面存档备份，存于）